# Ilse Gradwohl
Ilse Gradwohl (1943) es una pintora mexicana.  Nació en Gleisdorf, Austria. En 1973 se muda a México con el interés de estudiar las culturas prehispánicas. Ese mismo año entra a estudiar en la Escuela Nacional de Artes Plásticas de la Universidad Nacional Autónoma de México (UNAM) y en la Escuela Nacional de Pintura y Escultura “La Esmeralda”, manteniéndose impartiendo clases de alemán. 
Su primer exposición individual se presentó en La Casa del Lago en 1980 con el título "Trabajos sobre papel". Le siguieron otras exposiciones en México, Austria, Alemania y Estados Unidos. En 1996 realizó una exposición individual en el Museo de Arte Moderno de la Ciudad de México titulada Mnesis.
En 1997, la embajada de Austria en Etiopía le invita a acudir a ese país para exponer su obra e impartir talleres, logrando replicarlos en Nairobi (Kenia) y Sudáfrica, a pesar de las dificultades por la falta de materiales.
Fue becaria del Fondo Nacional para la Cultura y las Artes (FONCA) en 1991 - 1992 y miembro del Sistema Nacional de Creadores, en 1997-1999 y en 2000-2002.